# マイク・ホワイトヘッド
マイク・ホワイトヘッド（Mike Whitehead、1981年6月29日 - ）は、アメリカ合衆国の男性総合格闘家。オレゴン州メドフォード出身。エクストリーム・クートゥア所属。

## 来歴
2005年、リアリティ番組「The Ultimate Fighter」のシーズン2にマット・ヒューズ率いるチーム・ヒューズのヘビー級選手として参加。シーズン終盤のエリミネイションバウトでラシャド・エヴァンスと対戦するも判定負けし、トーナメントに進出することはできなかった。
体重をそれまでのヘビー級からライトヘビー級に落とし、2006年2月4日のUFC 57でUFCに初参戦。キース・ジャーディンと対戦し、0-3の判定負け。
2006年11月2日、IFLに初参戦。トゥーソン・スコーピオンズに所属し、4連勝を記録した。
2008年7月19日、Affliction旗揚げ大会Affliction: Bannedに参戦し、レナート・ババルに判定負け。
2009年6月6日、Strikeforce初参戦となったStrikeforce: Lawler vs. Shieldsでケビン・ランデルマンと対戦し、判定勝ち。12月19日、Strikeforce: Evolutionでキング・モーと対戦し、パウンドでKO負け。

## 戦績

### プロ総合格闘技
| 総合格闘技 戦績 | 総合格闘技 戦績 | 総合格闘技 戦績 | 総合格闘技 戦績 | 総合格闘技 戦績 | 総合格闘技 戦績 | 総合格闘技 戦績 |
| --------------- | --------------- | --------------- | --------------- | --------------- | --------------- | --------------- |
| 33 試合         | (T)KO           | 一本            | 判定            | その他          | 引き分け        | 無効試合        |
| 26 勝           | 6               | 14              | 5               | 1               | 0               | 0               |
| 7 敗            | 4               | 0               | 3               | 0               | 0               | 0               |

| 勝敗 | 対戦相手                         | 試合結果                            | 大会名                                                                      | 開催年月日     |
| ○    | チェイス・ゴームリー             | 4R 4:34 TKO（パウンド）             | IFC: Extreme Challenge 【IFC Extremeヘビー級王座決定戦】                    | 2010年7月10日  |
| ×    | キング・モー                     | 1R 3:08 KO（右ストレート→パウンド） | Strikeforce: Evolution                                                      | 2009年12月19日 |
| ○    | ケビン・ランデルマン             | 5分3R終了 判定3-0                   | Strikeforce: Lawler vs. Shields                                             | 2009年6月6日   |
| ○    | レオ・プラ                       | 1R 1:20 フロントチョーク            | M-1 Challenge 8: USA                                                        | 2008年10月29日 |
| ×    | レナート・ババル                 | 5分3R終了 判定0-3                   | Affliction: Banned                                                          | 2008年7月19日  |
| ○    | ザク・ジェンセン                 | 1R 2:06 腕ひしぎ十字固め            | Extreme Beatdown 2                                                          | 2008年5月10日  |
| ○    | ソアカイ・プル                   | 1R 0:59 V1アームロック              | Throwdown Showdown 1: Showdown                                              | 2008年4月18日  |
| ○    | ダニエル・サラフィアン           | 5分3R終了 判定3-0                   | PFP: Ring of Fire                                                           | 2007年12月9日  |
| ○    | ヴァーノン・"タイガー"・ホワイト | 2R 0:54 TKO（パンチ連打）           | IFL: Las Vegas                                                              | 2007年6月16日  |
| ○    | ヴォイテク・カショウスキー       | 1R 2:43 TKO（パンチ連打）           | IFL: Connecticut                                                            | 2007年4月13日  |
| ○    | クシシュトフ・ソシンスキー       | 4分3R終了 判定3-0                   | IFL: Championship Final                                                     | 2006年12月29日 |
| ○    | マーク・ケアー                   | 1R 2:40 TKO（パウンド）             | IFL: World Championship Semifinals                                          | 2006年11月2日  |
| ○    | マイケル・ブコヴィチ             | 1R 4:04 ギブアップ（パンチ連打）    | Combat Fighting Championship 2                                              | 2006年9月23日  |
| ○    | ルーベン・ビシャレアル           | 1R 1:02 V1アームロック              | Valor Fighting: Showdown at Cache Creek 2                                   | 2006年9月15日  |
| ○    | リッチ・ビークロフト             | 1R 1:17 V1アームロック              | Rage in the Cage 85: Xtreme Cage Fighting                                   | 2006年8月5日   |
| ○    | ロッキー・バタスティーニ         | 1R チキンウィングアームロック       | Rage in the Cage 83: Rampage                                                | 2006年6月10日  |
| ○    | マイク・ボーク                   | 試合放棄                            | UAGF: Kaos on the Kampus                                                    | 2006年5月20日  |
| ○    | ロバート・ベローン               | 1R 2:57 チキンウィングアームロック  | Rage in the Cage: Fight Night at The Fort                                   | 2006年3月18日  |
| ×    | キース・ジャーディン             | 5分3R終了 判定0-3                   | UFC 57: Liddell vs. Couture 3                                               | 2006年2月4日   |
| ○    | トラビス・フルトン               | 1R 1:30 ブルドッグチョーク          | Extreme Challenge 61                                                        | 2005年4月22日  |
| ○    | アーロン・ブリンク               | 5分3R終了 判定3-0                   | UAGF: Clover Combat                                                         | 2005年3月25日  |
| ○    | マット・ベアー                   | 2R 0:54 ギブアップ（打撃）          | VFC 9: Madness                                                              | 2005年3月5日   |
| ×    | ブランドン・ヴェラ               | 2R 1:12 TKO（ドクターストップ）     | WEC 13: Heavyweight Explosion 【ヘビー級トーナメント 決勝】                 | 2005年1月22日  |
| ○    | テレル・ディーズ                 | 1R 3:43 ネックロック                | WEC 13: Heavyweight Explosion 【ヘビー級トーナメント 1回戦】                | 2005年1月22日  |
| ○    | デミアン・デコラ                 | 1R 3:25 TKO（パンチ連打）           | Extreme Challenge 59                                                        | 2004年9月24日  |
| ○    | ブライアン・ストームバーグ       | 2R ギブアップ                       | SportFight 5: Stadium                                                       | 2004年8月28日  |
| ○    | カール・ノウズ                   | 1R 1:17 ネッククランク              | Extreme Challenge 58                                                        | 2004年6月11日  |
| ×    | アレックス・パズ                 | 5分2R終了 判定1-2                   | HOOKnSHOOT: Absolute Fighting Championships 2                               | 2003年3月28日  |
| ×    | ティム・シルビア                 | 1R 2:38 TKO（パンチ連打）           | SuperBrawl 24: Return of the Heavyweights 2 【ヘビー級トーナメント 決勝】   | 2002年4月27日  |
| ○    | ベン・ロズウェル                 | 5分2R終了 判定3-0                   | SuperBrawl 24: Return of the Heavyweights 2 【ヘビー級トーナメント 準決勝】 | 2002年4月27日  |
| ×    | ティム・シルビア                 | 1R 3:46 TKO（パンチ連打）           | SuperBrawl 24: Return of the Heavyweights 1 【ヘビー級トーナメント 1回戦】  | 2002年4月26日  |
| ○    | キム・バウアー                   | 1R TKO（パンチ連打）                | Gladiators Vale Tudo                                                        | 2001年3月10日  |

### アマチュア総合格闘技
| 勝敗 | 対戦相手               | 試合結果         | 大会名        | 開催年月日    |
| ○    | ダン・コープスタイン   | 2R TKO（打撃）   | DesertBrawl 4 | 2002年5月18日 |
| ○    | アンディ・ウェスト     | 判定（ポイント） | DesertBrawl 2 | 2001年10月6日 |
| ×    | ダックス・ウィリアムズ | TKO              | Kumite 5      | 2000年5月5日  |

## 獲得タイトル
- IFC Extremeヘビー級王座（2010年）